# Thedel von Wallmoden (Verleger)

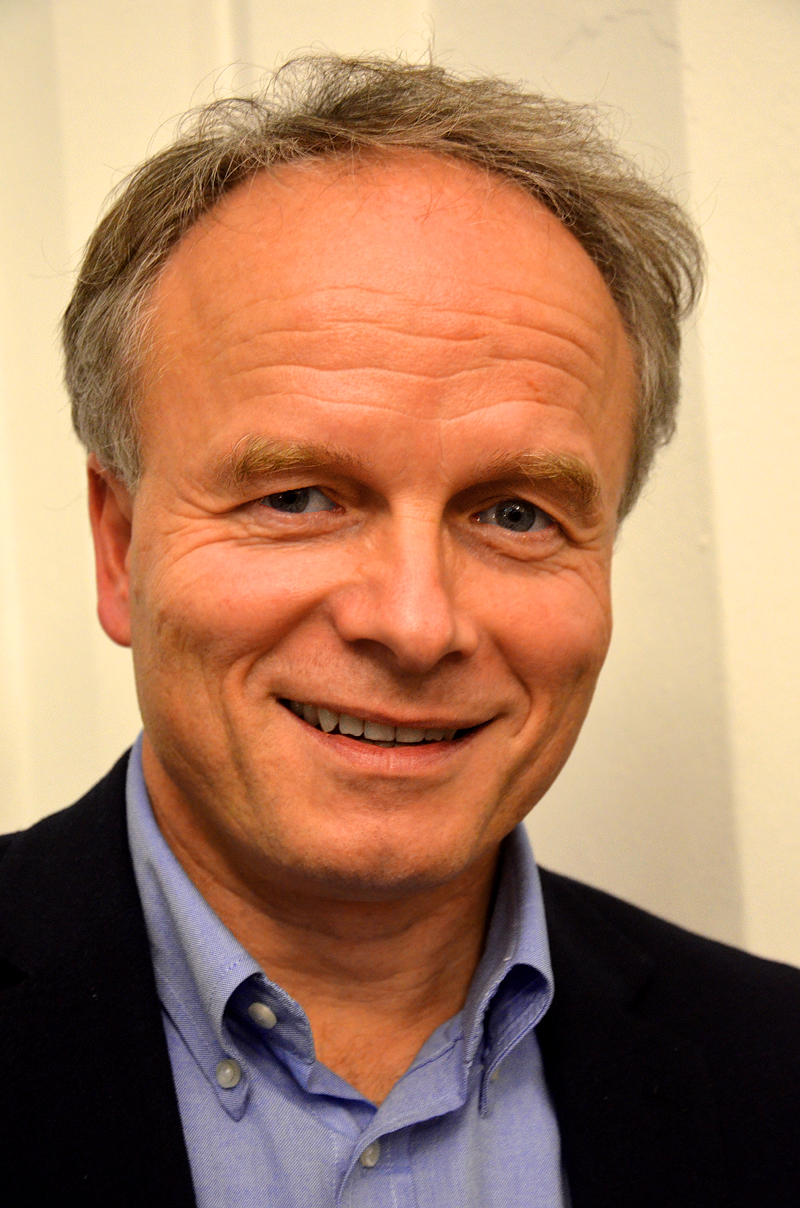
Thedel von Wallmoden im November 2016 während der Buchmesse Buchlust in Hannover

Thedel von Wallmoden (geb. 17. Juni 1958) ist ein deutscher Germanist, Verleger und Hochschullehrer.

## Leben
Thedel von Wallmoden ist Angehöriger der niedersächsischen Adelsfamilie von Wallmoden und wuchs in Alt Wallmoden auf. Seine Eltern sind der Landwirt Dietrich von Wallmoden mit altererbten Besitz in Alt-Wallmoden und seine Ehefrau Christine Gräfin Finck von Finckenstein, Tochter eines Juristen und neumärkischen Gutsbesitzers. Die älteren Vorfahren waren Fideikommissherren und Grundbesitzer und betreuten die genannte Begüterung.
Er studierte Germanistik, Geschichte und Philosophie an der Eberhard Karls Universität in Tübingen sowie bei Albrecht Schöne an der Georg-August-Universität in Göttingen.
Ebenfalls in Göttingen gründete von Wallmoden 1986 – gemeinsam mit Dirk und Frank Steinhoff – den Wallstein-Verlag. Erste Erfolge hatten sie durch den Einsatz innovativer Computertechnologie und mit ihrem Buchprogramm. Eines der ersten Bücher war Mein scharmantes Geldmännchen, Gottfried August Bürgers Briefwechsel mit seinem Verleger Johann Christian Dieterich. Der erste große Bucherfolg des Verlags war das Erinnerungsbuch von Ruth Klüger weiter leben. Eine Jugend (1992).
Thedel von Wallmoden ist einer der Mitbegründer des Literarischen Zentrums Göttingen. 1994 gründete er zusammen mit Andreas von Stedman im Haus Velbrück in Weilerswist-Metternich die Versandbuchhandlung Velbrück GmbH und ist außerdem einer der Gesellschafter des Unternehmens. 1999 wurde es um den mit Stedman und den langjährigen Suhrkamp-Lektoren Friedhelm Herborth und Horst Brühmann gegründeten Verlag Velbrück Wissenschaft erweitert, ab 2016 außerdem durch den Dittrich Verlag und den Barton Verlag.
Er war 1998 Gastprofessor an der Universität Essen und erhielt Lehraufträge an der FU Berlin, an den Universitäten in Göttingen und Tübingen sowie in Heidelberg an der Ruprecht-Karls-Universität. Zudem war er in beratender Funktion für Verlage wie etwa Suhrkamp tätig sowie bei verschiedenen literarischen Gesellschaften und wissenschaftlichen Kommissionen. 2013 erhielt er eine Honorarprofessur an der Neuphilologischen Fakultät der Universität Heidelberg.

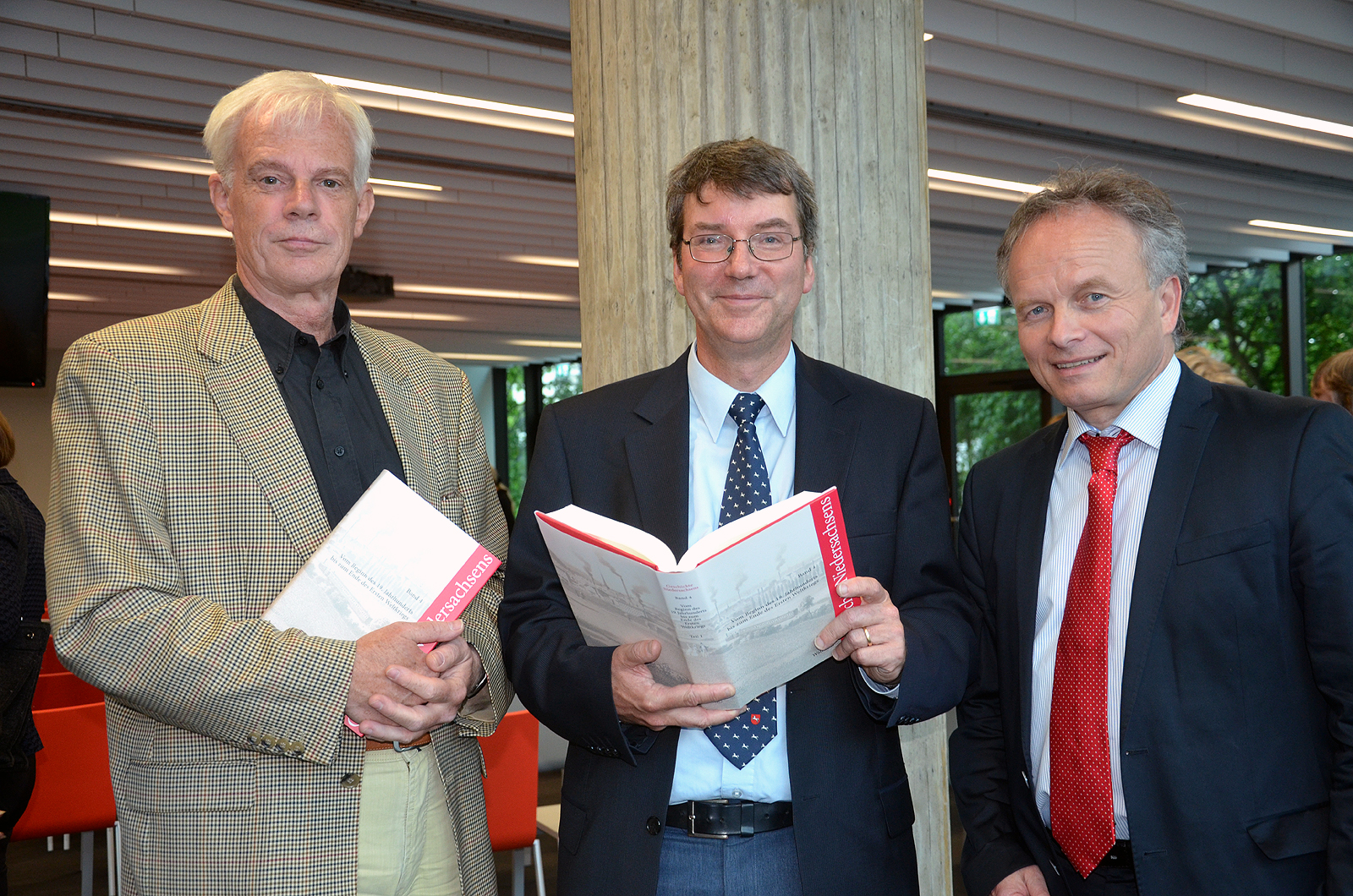
Thomas Vogtherr, Stefan Brüdermann, Thedel von Wallmoden (von links) 2016 in der Gottfried Wilhelm Leibniz Bibliothek in Hannover anlässlich einer Buchvorstellung zur Geschichte Niedersachsens

Von 2004 bis 2012 war Thedel von Wallmoden Vorsitzender der Stiftung Buchkunst. Seit 2018 ist er Vorsitzender der Historischen Kommission des Börsenvereins des Deutschen Buchhandels und seit 2016 gehört er dem Beirat der Deutschen Nationalbibliothek (DNB) an. 2020 wurde er zum „Verleger des Jahres“ bestimmt.

## Publikationen (Auswahl)
- Thedel v. Wallmoden (Hrsg.): Seiltanz. Der Autor und der Lektor. Wallstein, Göttingen 2010, ISBN 978-3-8353-0741-4; Inhaltsverzeichnis und Inhaltstext.
- Diane Coleman Brandt, Ulrike Leuschner, Thedel von Wallmoden (Hrsg.): Lichtenberg lesen! Inspiration und Interpretationen. Wallstein, Göttingen 2016, ISBN 978-3-8353-2995-9.
- Thedel v. Wallmoden: Verleger: „Der blödeste Beruf der Welt“. Über die performative Aushandlung von symbolischem und ökonomischem Kapital. In: Burckhard Dücker (Hrsg.): Machen – Erhalten – Verwalten. Aspekte einer performativen Literaturgeschichte. Wallstein, Göttingen 2016, ISBN 978-3-8353-1623-2, S. 38–48.
- Thedel v. Wallmoden: Wir bauen Archen. Essays und Reden. Wallstein, Göttingen 2023, ISBN 978-3-8353-5555-2.